# Enzo Ebosse
Enzo Jacques Rodolphe Ebosse (Amiens, 11 marzo 1999) è un calciatore francese naturalizzato camerunese, difensore del Verona, in prestito dall'Udinese, e della nazionale camerunese.

## Caratteristiche tecniche
È un terzino sinistro che può giocare pure come difensore centrale.

## Carriera

### Club

#### Lens e Le Mans
Cresciuto nel settore giovanile del Lens, debutta in prima squadra il 23 agosto 2016 in occasione dell'incontro di Coupe de la Ligue perso ai rigori contro il Paris FC. Impiegato principalmente con la seconda squadra, nel 2019 viene acquistato dal Le Mans con cui si ritaglia uno spazio da titolare nella stagione 2019-2020 di Ligue 2.

#### Angers
Il 16 luglio 2020 viene acquistato dall'Angers ed il 22 agosto debutta in Ligue 1 disputando l'incontro vinto 1-0 contro il Digione; Il 23 agosto seguente subisce la rottura del legamento crociato anteriore sinistro in seguito a uno scontro con Jérémy Doku nel match di campionato contro il Rennes, terminando anzitempo la stagione.

#### Udinese e prestito allo Jagiellonia
Il 29 luglio 2022 è ufficiale l’acquisto di Ebosse da parte dell'Udinese, in Serie A. Il suo esordio nella massima serie avviene alla prima giornata di campionato, in occasione del match perso per 4-2 in casa del Milan. Il 18 febbraio 2023, durante l'incontro di campionato contro l'Inter, il difensore riporta la rottura del legamento crociato del ginocchio destro in uno scontro fortuito di gioco con Romelu Lukaku, chiudendo anticipatamente la propria stagione.
Rientrato dall'infortunio nel novembre del 2024, il 28 gennaio 2025 viene ceduto in prestito semestrale allo Jagiellonia, nella massima serie polacca.

#### Verona
Il 15 luglio 2025 si trasferisce in prestito annuale con obbligo di riscatto al raggiungimento di determinate condizioni al Verona, sempre in Serie A.

### Nazionale
Nato in Francia da genitori di origine camerunese, nel 2021, dopo aver precedentemente giocato con la nazionale francese Under-16, sceglie di optare per la nazionale del Camerun, con cui partecipa alla Coppa delle nazioni africane 2021.
Nel novembre del 2022, viene incluso dal CT Rigobert Song nella rosa camerunese partecipante ai Mondiali di calcio in Qatar.

## Statistiche

### Presenze e reti nei club
Statistiche aggiornate al 29 gennaio 2025.
| Stagione        | Squadra         | Campionato      | Campionato | Campionato | Coppe nazionali | Coppe nazionali | Coppe nazionali | Coppe continentali | Coppe continentali | Coppe continentali | Altre coppe | Altre coppe | Altre coppe | Totale | Totale |
| Stagione        | Squadra         | Comp            | Pres       | Reti       | Comp            | Pres            | Reti            | Comp               | Pres               | Reti               | Comp        | Pres        | Reti        | Pres   | Reti   |
| --------------- | --------------- | --------------- | ---------- | ---------- | --------------- | --------------- | --------------- | ------------------ | ------------------ | ------------------ | ----------- | ----------- | ----------- | ------ | ------ |
| 2015-2016       | Lens 2          | CFA             | 9          | 0          | -               | -               | -               | -                  | -                  | -                  | -           | -           | -           | 9      | 0      |
| 2016-2017       | Lens 2          | CFA             | 18         | 0          | -               | -               | -               | -                  | -                  | -                  | -           | -           | -           | 18     | 0      |
| 2017-2018       | Lens 2          | N2              | 17         | 0          | -               | -               | -               | -                  | -                  | -                  | -           | -           | -           | 17     | 0      |
| 2018-2019       | Lens 2          | N2              | 25         | 1          | -               | -               | -               | -                  | -                  | -                  | -           | -           | -           | 25     | 1      |
| Totale Lens 2   | Totale Lens 2   | Totale Lens 2   | 69         | 1          |                 | -               | -               |                    | -                  | -                  |             | -           | -           | 69     | 1      |
| 2016-2017       | Lens            | L2              | 0          | 0          | CF+CdL          | 0+1             | 0               | -                  | -                  | -                  | -           | -           | -           | 1      | 0      |
| 2017-2018       | Lens            | L2              | 1          | 0          | CF+CdL          | 1+1             | 0               | -                  | -                  | -                  | -           | -           | -           | 3      | 0      |
| 2018-2019       | Lens            | L2              | 1          | 0          | CF+CdL          | 1+0             | 0               | -                  | -                  | -                  | -           | -           | -           | 2      | 0      |
| Totale Lens     | Totale Lens     | Totale Lens     | 2          | 0          |                 | 4               | 0               |                    | -                  | -                  |             | -           | -           | 6      | 0      |
| 2019-2020       | Le Mans 2       | N3              | 5          | 0          | -               | -               | -               | -                  | -                  | -                  | -           | -           | -           | 5      | 0      |
| 2019-2020       | Le Mans         | L2              | 16         | 0          | CF+CdL          | 1+2             | 0               | -                  | -                  | -                  | -           | -           | -           | 19     | 0      |
| 2020-2021       | Angers          | L1              | 6          | 0          | CF              | 0               | 0               | -                  | -                  | -                  | -           | -           | -           | 6      | 0      |
| 2021-2022       | Angers          | L1              | 27         | 0          | CF              | 1               | 0               | -                  | -                  | -                  | -           | -           | -           | 28     | 0      |
| Totale Angers   | Totale Angers   | Totale Angers   | 33         | 0          |                 | 1               | 0               |                    | -                  | -                  |             | -           | -           | 34     | 1      |
| 2022-2023       | Udinese         | A               | 20         | 0          | CI              | 2               | 0               | -                  | -                  | -                  | -           | -           | -           | 22     | 0      |
| 2023-2024       | Udinese         | A               | 1          | 0          | CI              | 0               | 0               | -                  | -                  | -                  | -           | -           | -           | 1      | 0      |
| 2024-gen. 2025  | Udinese         | A               | 2          | 0          | CI              | 1               | 0               | -                  | -                  | -                  | -           | -           | -           | 3      | 0      |
| Totale Udinese  | Totale Udinese  | Totale Udinese  | 23         | 0          |                 | 3               | 0               |                    | -                  | -                  |             | -           | -           | 26     | 0      |
| gen.-giu. 2025  | Jagiellonia     | EK              | 11         | 0          | CP              | 0               | 0               | UECL               | 0                  | 0                  | -           | -           | -           | 0      | 0      |
| Totale carriera | Totale carriera | Totale carriera | 148        | 1          |                 | 13              | 0               |                    | -                  | -                  |             | -           | -           | 161    | 1      |

### Cronologia presenze e reti in nazionale
| Cronologia completa delle presenze e delle reti in nazionale ― Camerun | Cronologia completa delle presenze e delle reti in nazionale ― Camerun | Cronologia completa delle presenze e delle reti in nazionale ― Camerun | Cronologia completa delle presenze e delle reti in nazionale ― Camerun | Cronologia completa delle presenze e delle reti in nazionale ― Camerun | Cronologia completa delle presenze e delle reti in nazionale ― Camerun | Cronologia completa delle presenze e delle reti in nazionale ― Camerun | Cronologia completa delle presenze e delle reti in nazionale ― Camerun |
| Data                                                                   | Città                                                                  | In casa                                                                | Risultato                                                              | Ospiti                                                                 | Competizione                                                           | Reti                                                                   | Note                                                                   |
| ---------------------------------------------------------------------- | ---------------------------------------------------------------------- | ---------------------------------------------------------------------- | ---------------------------------------------------------------------- | ---------------------------------------------------------------------- | ---------------------------------------------------------------------- | ---------------------------------------------------------------------- | ---------------------------------------------------------------------- |
| 23-9-2022                                                              | Goyang                                                                 | Camerun                                                                | 0 – 2                                                                  | Uzbekistan                                                             | Amichevole                                                             | -                                                                      |                                                                        |
| 18-11-2022                                                             | Abu Dhabi                                                              | Camerun                                                                | 1 – 1                                                                  | Panama                                                                 | Amichevole                                                             | -                                                                      | 46’                                                                    |
| 2-12-2022                                                              | Lusail                                                                 | Camerun                                                                | 1 – 0                                                                  | Brasile                                                                | Mondiali 2022 - 1º turno                                               | -                                                                      |                                                                        |
| Totale                                                                 |                                                                        | Presenze                                                               | 3                                                                      |                                                                        | Reti                                                                   | 0                                                                      |                                                                        |